# بیجانه
«بیجانه» نام تپه‌ای تاریخی در استان کرمانشاه است. این تپه تاریخی که برای باستان‌شناسان و تاریخ‌دانان این دیار کهن بسیار حائز اهمیت است در بخش مرکزی شهرستان کرمانشاه، دهستان دورود فرامان، جنوب غربی روستای بیجانه واقع شده‌است. با توجه به تحقیقاتی که باستان‌شناسان و کارشناسان اداره کل میراث فرهنگی، صنایع دستی و گردشگری استان کرمانشاه انجام داده‌اند، مشخص شده که تپه «بیجانه» مربوط به دوران فرادیرینه‌سنگی است. این اثر تاریخی استان کرمانشاه در تاریخ ۲۶ اسفند ۱۳۸۷ با شماره ثبت ۲۵۴۳۰ به‌عنوان یکی از آثار ملی ایران به ثبت رسید. باستان‌شناسان ایرانی با همکاری یک دانشگاه از دانمارک طی کاوش‌هایی در تپه‌های روستای بیجانه موفق شده‌اند به شواهدی دست پیدا کنند که مربوط به زندگی انسان‌هایی از دوران فرادیرینه‌سنگی با قدمت یازده هزار سال است.
روستای بیجانه دارای موقعیت مشرف به شهر کرمانشاه می‌باشد و به دلایل گوناگون از جمله موقعیت مکانی مرتفع نسبت به زمین‌های اطراف، نزدیکی به ایستگاه راه‌آهن کرمانشاه، دسترسی مناسب ۱۵ دقیقه ای به شهر کرمانشاه، مکانی بسیار حائز اهمیت برای طرح‌های بومگردی و گردشگری و دلایل متعدد دیگر از مطلوبیت خاصی برخوردار بوده آینده بسیار درخشانی در انتظار آن است. زمین‌های این روستا از نظر کشاورزی بسیار حاصلخیز بوده و امکان کشت یانواع محصولات زراعی را دارا می‌باشد. همچنین به جهت داشتن مراتع طبیعی مکانی مناسب برای پرورش انواع دام و طیور فراهم است.